# Маній Ацилій Авіола (консул-суффект 82 року)
Ма́ній Аци́лій Аві́ола (лат. Manius Acilius Aviola; I століття) — політичний і державний діяч Римської імперії, консул-суффект 82 року.

## Біографія
Його ім'я відоме лише з одного напису «Fasti Septempeda». Походив імовірно з патриціанського роду Ациліїв, також імовірно він є сином Манія Ацилія Авіоли, консула 54 року.
Згідно цього напису з березня по квітень 82 року обіймав посаду консула-суффекта ймовірно разом з Гаєм Арінієм Меттієм Модестом. З того часу про подальшу долю Манія Ацилія Авіоли згадок немає.

## Родина
- Син (ймовірно) Маній Ацилій Авіола, консул 122 року.